# Sinsheim
Ne doit pas être confondu avec Sinzheim.
Sinsheim est une ville située en République fédérale d'Allemagne dans le Land du Bade-Wurtemberg. Elle est connue dans toute l'Allemagne pour son musée automobile et technologique.

## Géographie
Sinsheim est située à environ 22 km au sud-est de Heidelberg et environ 28 km au nord-ouest de Heilbronn.

## Histoire
| Appartenances historiques Principauté épiscopale de Worms 861-1329 Palatinat du Rhin 1329-1410 Palatinat-Mosbach 1410-1448 Palatinat-Mosbach-Neumarkt 1448-1499 Palatinat du Rhin 1499-1803 Principauté de Linange 1803-1806 Grand-duché de Bade 1806-1918 République de Weimar 1918-1933 Reich allemand 1933-1945 Allemagne occupée 1945-1949 Allemagne 1949-présent |

### L’homo heidelbergensis
Entre 620 000 et 750 000 ans avant notre ère, le plus vieil ancêtre européen, l'homo heidelbergensis, vivait ici. En 1907, en effet, une machoire inférieure est découverte dans une carrière, à Mauer, entre Sinsheim et Heidelberg.

### Le statut de ville
Un document écrit de 770 mentionne le bourg de Sunnisheim. L’empereur Henri VI lui accorde le statut de ville en 1192.

### La bataille de Sinsheim
En 1674, au cours de la guerre de Hollande, Turenne remporte la bataille de Sinsheim contre les Impériaux. La ville est entièrement détruite. Un mois après cet événement, commence le premier ravage du Palatinat, décidé par Turenne.

### Le deuxième ravage du Palatinat
En 1689, lors du deuxième ravage du Palatinat, ordonné par Louvois, tous les bâtiments de Sinsheim sont brûlés par les troupes de Louis XIV.

### Époque contemporaine
La ville voit la présence d'un centre de redressement qui lors de la Seconde guerre mondiale accueille des Alsaciens et Mosellans rétifs à l'idée de servir dans les armées du Reich. De nombreux membres du mouvement de résistance Légion C 40 y seront internés.

## Jumelages
- Longué-Jumelles (France)

## Démographie
| 1705 | 1798  | 1852  | 1871  | 1900  | 1925  | 1931  | 1945  | 1950  |
| ---- | ----- | ----- | ----- | ----- | ----- | ----- | ----- | ----- |
| 823  | 1 705 | 2 854 | 2 716 | 3 011 | 3 497 | 6 532 | 4 101 | 5 860 |

| 1961  | 1980   | 1990   | 2000   | - | - | - | - | - |
| ----- | ------ | ------ | ------ | - | - | - | - | - |
| 8.056 | 26 658 | 29 307 | 34 171 | - | - | - | - | - |

Lors du recensement de décembre 1990 la ville compte  un peu plus 29 000
Sinsheim compte en mars 2023 un peu plus de 36 000 habitants.

## Attraits
- Le musée automobile et technologique de Sinsheim est sans doute le site le plus remarquable de la ville. Il présente un très grand nombre d'automobiles, et notamment des Formule 1. Présentant aussi des avions, il est l'un des plus importants musées du genre de Bade-Wurtemberg. Le dernier Concorde à avoir volé sous les couleurs d'Air France est visible dans ce musée. Il est placé sur trois pylônes en position de décollage, et il est possible de monter dedans. On peut également voir un Tupolev Tu-144 et un Boeing 747.
- L'église St. Michael de Sinsheim est une église romane intéressante.
- Le château-fort de Steinsberg, avec son donjon octogonal, se dresse sur un rocher de basalte, dans le quartier de Weiler. En été, des fêtes médiévales et autres manifestations théâtrales s'y déroulent, ainsi que le festival de Steinberg.
- L'Elsenz, un petit affluent du Neckar, coule à travers la ville, où l'on trouve de belles maisons et des bâtiments historiques, ainsi que le musée Friedrich der Grosse.
- L’abbaye bénédictine a été fondée en 1100.

## Sport
Le club de football du TSG Hoffenheim est basé dans la municipalité de Sinsheim. L'équipe a été promue en Bundesliga à l'issue de la saison 2007-2008 et depuis est toujours parvenue à se maintenir en 1re division. L'équipe joue à domicile au Rhein-Neckar-Arena, 30 150 places soit 5 000 de moins que la population de la ville. Avant d'accéder en Bundesliga, le club jouait au Dietmar Hopp Stadion.
Sinsheim a accueilli des matches de la coupe du monde de football féminin 2011, dont le match pour la 3e place (Suède 2 - France 1).

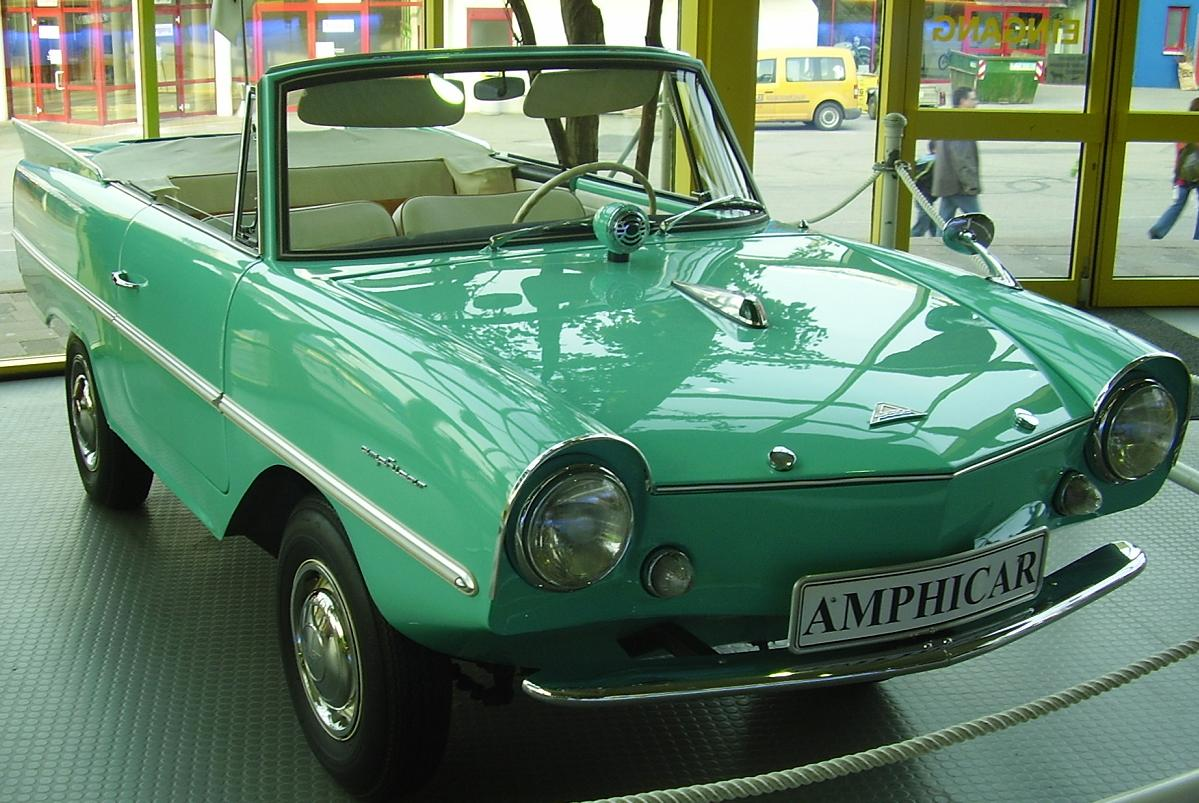
Voiture amphibie au musée automobile et technologique de Sinsheim (Auto und Technik Museum Sinsheim)

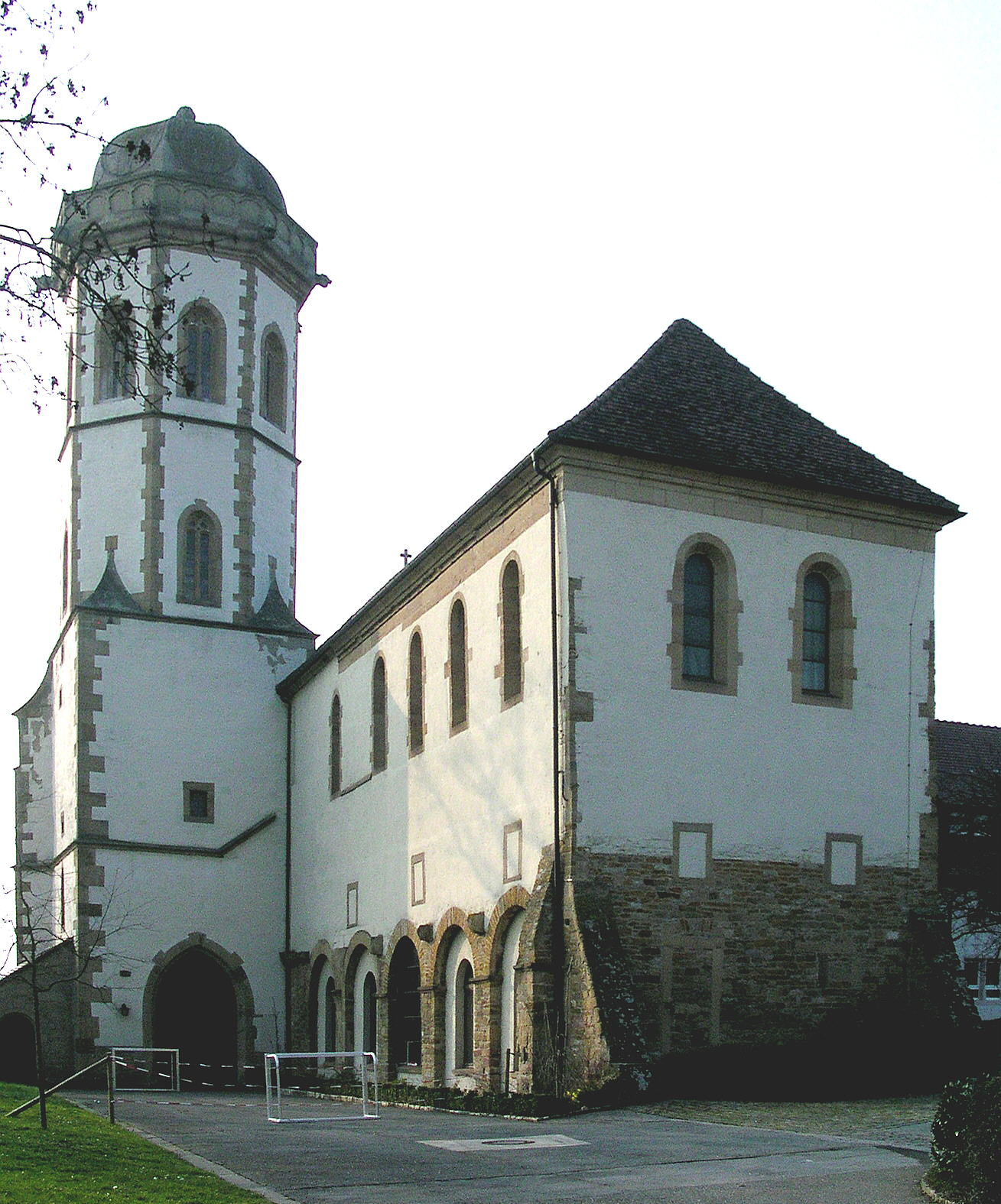
Église Sankt Michael de Sinsheim

## Personnalités liées à la ville
- Johannes Rupp (1864-1943), homme politique né et mort à Reihen.
- Volker Kauder, homme politique de la CDU (Union chrétienne-démocrate d'Allemagne), est né à Hoffenheim.
- C’est aussi la ville d’origine du groupe de rock alternatif Liquido.